# Немирівська міська рада
Неми́рівська міська́ ра́да — орган місцевого самоврядування Немирівської міської громади в Немирівському районі Вінницької області. Адміністративний центр — місто Немирів.

## Загальні відомості
- Територія ради: 1,3 км²
- Населення ради: 11 861 особа (станом на 1 січня 2014 року)
- Територією ради протікає річка Устя

## Населені пункти
Міській раді підпорядковані населені пункти:
- м. Немирів

## Склад ради
Рада складається з 34 депутатів та голови.
- Голова ради: Качур Олександр Вікторович
- Секретар ради: Білоус Віра Михайлівна

### Керівний склад попередніх скликань
| Прізвище, ім'я, по батькові | Основні відомості                                               | Дата обрання | Дата звільнення |
| --------------------------- | --------------------------------------------------------------- | ------------ | --------------- |
| Качур Віктор Миколайович    | Міський голова, 1965 року народження, безпартійний              | 26.03.2006   | 31.10.2010      |
| Качур Олександр Вікторович  | Міський голова, 1985 року народження, освіта вища, безпартійний | 31.10.2010   |                 |

Примітка: таблиця складена за даними сайту Верховної Ради України

### Депутати
За результатами місцевих виборів 2010 року депутатами ради стали:

#### За суб'єктами висування
| Суб'єкт висування                                       | Кількість обраних депутатів | %    |
| ------------------------------------------------------- | --------------------------- | ---- |
| Політична партія Всеукраїнське об'єднання «Батьківщина» | 15                          | 44,1 |
| Партія регіонів                                         | 8                           | 23,5 |
| Народна партія                                          | 2                           | 5,9  |
| Партія «Демократичний Союз»                             | 2                           | 5,9  |
| Політична партія «Сильна Україна»                       | 2                           | 5,9  |
| Соціалістична партія України                            | 2                           | 5,9  |
| Комуністична партія України                             | 1                           | 2,9  |
| Партія Зелених України                                  | 1                           | 2,9  |
| Політична партія «Наша Україна»                         | 1                           | 2,9  |

#### За округами
| № округу                                                | Прізвище, ім'я, по батькові     | Дата визнання обраним | Освіта             | Партійна приналежність                        | Відомості про обраного депутата                                                 |
| ------------------------------------------------------- | ------------------------------- | --------------------- | ------------------ | --------------------------------------------- | ------------------------------------------------------------------------------- |
| Комуністична партія України                             |                                 |                       |                    |                                               |                                                                                 |
| 10                                                      | Панчук Григорій Омелянович      | 05.11.2010            | середня спеціальна | позапартійний                                 | пенсіонер                                                                       |
| Народна Партія                                          |                                 |                       |                    |                                               |                                                                                 |
| б/м                                                     | Трайдакало Віктор Васильович    | 05.11.2010            | вища               | член Народної партії                          | ДП «УГК Немирофф», начальник зміни                                              |
| б/м                                                     | Блідченко Алла Валентинівна     | 05.11.2010            | вища               | член Народної партії                          | навчально-виховний комплекс № 1 м. Немирів, вчитель музики                      |
| Партія «Демократичний Союз»                             |                                 |                       |                    |                                               |                                                                                 |
| 6                                                       | Засієнко Павло Миколайович      | 05.11.2010            | вища               | член Партії «Демократичний Союз»              | приватний підприємець                                                           |
| 13                                                      | Сагайдак Василь Андрійович      | 05.11.2010            | середня спеціальна | член Партії «Демократичний Союз»              | Немирів ЦРЛ, фельдшер                                                           |
| Партія Зелених України                                  |                                 |                       |                    |                                               |                                                                                 |
| б/м                                                     | Томенко Олег Олексійович        | 05.11.2010            | вища               | член Партії Зелених України                   | навчально-виховний комплекс № 1 м. Немирів, директор                            |
| Партія регіонів                                         |                                 |                       |                    |                                               |                                                                                 |
| б/м                                                     | Ніселовський Віктор Євгенійович | 05.11.2010            | вища               | член Партії регіонів                          | дільниця електролінійних кабельних споруд № 212 ВАТ «Укртелеком», начальник     |
| б/м                                                     | Кривда Тетяна Єфремівна         | 05.11.2010            | вища               | член Партії регіонів                          | Немирівське відділення Ощадного банку України, начальник                        |
| б/м                                                     | Каленич Володимир Петрович      | 05.11.2010            | вища               | член Партії регіонів                          | пенсіонер                                                                       |
| б/м                                                     | Гервасій Петро Васильович       | 05.11.2010            | середня спеціальна | член Партії регіонів                          | пенсіонер                                                                       |
| 2                                                       | Божко Василь Борисович          | 05.11.2010            | вища               | член Партії регіонів                          | Нимирів ЦРЛ, лікар-стоматолог                                                   |
| 7                                                       | Ковалевська Галина Миколаївна   | 05.11.2010            | вища               | член Партії регіонів                          | Немирів ЦРЛ, лікар                                                              |
| 16                                                      | Паламар Юрій Борисович          | 05.11.2010            | вища               | член Партії регіонів                          | Немирів ЦРЛ, зав лікарняним відділенням                                         |
| 17                                                      | Грицун Олександр Іванович       | 05.11.2010            | вища               | член Партії регіонів                          | ВІК і ТАН, заступник директора                                                  |
| Політична партія Всеукраїнське об'єднання «Батьківщина» |                                 |                       |                    |                                               |                                                                                 |
| б/м                                                     | Білоус Віра Михайлівна          | 05.11.2010            | вища               | член Всеукраїнського об'єднання «Батьківщина» | управління державного казначейства у Немирівському районі, начальник управління |
| б/м                                                     | Торохтій Микола Вікторович      | 05.11.2010            | вища               | член Всеукраїнського об'єднання «Батьківщина» | приватний підприємець                                                           |
| б/м                                                     | Гончарук Сергій Миколайович     | 05.11.2010            | вища               | член Всеукраїнського об'єднання «Батьківщина» | приватний підприємець                                                           |
| б/м                                                     | Коваль Олександр Вікторович     | 05.11.2010            | вища               | член Всеукраїнського об'єднання «Батьківщина» | Немирівська школа-інтернат, юрисконсульт                                        |
| б/м                                                     | Шмалій Володимир Валерійович    | 05.11.2010            | вища               | член Всеукраїнського об'єднання «Батьківщина» | Немирівська ЦРЛ, лікар                                                          |
| б/м                                                     | Рибалко Олександр Вікторович    | 05.11.2010            | вища               | член Всеукраїнського об'єднання «Батьківщина» | ДП «УГК Немирофф», начальник відділу                                            |
| 1                                                       | Волощук Ігор Анатолійович       | 05.11.2010            | вища               | член Всеукраїнського об'єднання «Батьківщина» | Немирівська районно рада, начальник адмін відділу                               |
| 3                                                       | Кривонос Іван Васильович        | 05.11.2010            | вища               | позапартійний                                 | ДП УГК «Nemiroff», старший майстер                                              |
| 4                                                       | Кременюк Михайло Володимирович  | 05.11.2010            | вища               | член Всеукраїнського об'єднання «Батьківщина» | Немирів ККП, економіст                                                          |
| 5                                                       | Килівник Володимир Степанович   | 05.11.2010            | вища               | член Всеукраїнського об'єднання «Батьківщина» | ДП «Санаторій Авангард», заступник головного лікаря                             |
| 8                                                       | Поліщук Сергій Іванович         | 05.11.2010            | вища               | член Всеукраїнського об'єднання «Батьківщина» | тимчасово не працює                                                             |
| 9                                                       | Фундамент Галина Анатоліївна    | 05.11.2010            | середня спеціальна | член Всеукраїнського об'єднання «Батьківщина» | проф. спілка мед. працівн, голова                                               |
| 11                                                      | Руда Світлана Василівна         | 05.11.2010            | вища               | член Всеукраїнського об'єднання «Батьківщина» | Немирівський спиртзавод, начальник торгового відділу                            |
| 14                                                      | Миговський Леонід Михайлович    | 05.11.2010            | вища               | член Всеукраїнського об'єднання «Батьківщина» | Немирів ДЮСШ, тренер викладач                                                   |
| 15                                                      | Драч Вікторія Вікторівна        | 05.11.2010            | вища               | член Всеукраїнського об'єднання «Батьківщина» | приватний підприємець                                                           |
| Політична партія «Наша Україна»                         |                                 |                       |                    |                                               |                                                                                 |
| б/м                                                     | Доля Василь Арсентійович        | 05.11.2010            | середня            | член Політичної партії «Наша Україна»         | пенсіонер                                                                       |
| Політична партія «Сильна Україна»                       |                                 |                       |                    |                                               |                                                                                 |
| б/м                                                     | Чухно Олександр Михайлович      | 05.11.2010            | вища               | позапартійний                                 | загальноосвітня школа І-ІІ ст. с. Монастирок, вчитель                           |
| б/м                                                     | Бевз Віталій Михайлович         | 05.11.2010            | вища               | позапартійний                                 | Немирівський районний будинок культури, культурно-освітній працівник            |
| Соціалістична партія України                            |                                 |                       |                    |                                               |                                                                                 |
| б/м                                                     | Гоцуляк Едуард Федорович        | 05.11.2010            | вища               | член Соціалістичної партії України            | Немирівська ЦРЛ, лікар                                                          |
| 12                                                      | Юрець Сергій Єлісеєвич          | 05.11.2010            | вища               | позапартійний                                 | Немирів ЦРЛ, заступник головного лікаря                                         |